# Јелка Ређеп
Јелка Ређеп (Нови Сад, 27. април 1936 — Нови Сад, 18. децембар 2014) била је српски историчар књижевности и универзитетски професор.

## Биографија[1]
Рођена је као Јелка Петровић у Новом Саду, у коме се школовала и градила професорску и научну каријеру. Основну школу и гимназију завршила у Новом Саду. Дипломирала на Филозофском факултету у Новом Саду на Групи за југословенску књижевност и југословенске језике (1959). Докторирала на Филозофском факултету у Новом Саду. У стручним и ширим круговима Јелка Ређеп важила је за изузетног стручњака за средњовековну књижевност, којој је посветила низ студија, монографија и антологија. Била је у браку са Драшком Ређепом. Преминула је 18. децембра 2014. у Новом Саду.

### Академска каријера
У звање асистента на Филозофском факултету у Новом Саду изабрана је 1963. на предметима Средњовековна књижевност и Народна књижевност. Изабрана је за ванредног професора 1979, а за редовног професора 1988. Била је и шеф Одсека за српску књижевност и координатор постдипломских студија.
Од посебне важности су њени радови на тему убистава владара у функцији слојевитог и тоталног поимања културног и књижевног амбијента нашег средњег века. Магистрирала је са тезом „Мотив о рођењу Сибињанин Јанка у старој и народној књижевности”, а докторирала радом „Прича о Косовском боју”. Била је гостујући професор на универзитетима у Берлину, Халеу и Регензбургу.
У својим делима неговала је критицизам као велику вредност, а њена нова читања познатих старих рукописа и докумената, удружена са проналасцима нових извора, доносила су значајне научне резултате. Главна тема којом се бавила је компаративно изучавање средњовековне и народне књижевности, односно међусобних утицаја и прожимања народне и писане књижевности. Истраживала је животе личности које су обележиле средњовековну српску историју, а посебно књижевност, било да су сами стварали или су о њима писана књижевна дела. Систематски је изучавала Хронике грофа Ђорђа Бранковића и овој теми је посветила више чланака и обимнијих студија. Последње објављено дело, Грех и казна Божија, о судбинама, биткама и предањима српског средњег века, чини низ веома значајних радова који су били расути по разним часописима и зборницима. Многобројне генерације студената памтиће је као изузетну професорку, а историчари књижевности као врхунског стручњака чија дела су незаобилазна у проучавању српске средњовековне књижевности.

### Друге стручне активности
Била је активна у раду културних и научних установа: Трибине младих, Матице српске, Вукове задужбине и САНУ. Била је чланица Одбора САНУ за Косово и Метохију, чланица редакције Косовскометохијског зборника, уредница Свезака Матице српске. Једна је од оснивача конгреса и културне манифестације „Дани српског духовног преображења” у Манасији и Деспотовцу.

## Награде и признања
- Повеља Удружења универзитетских наставника и научника Војводине у Новом Саду.
- Златна значка Културно-просветне заједнице Србије.
- Новембарска повеља града Новог Сада, 1994.
- Вукова награда, 1995.
- Награда „Милица Стојадиновић Српкиња”, 2006.
- Повеља Удружења књижевника Србије, за животно дело, 2011.
- Награда „Павле Марковић Адамов”, 2013.
- Награда на Међународном сајму књига у Новом Саду за издавачки подухват године, 2014.

## Дела

### Ауторска дела
- Ређеп, Јелка (1976). Прича о боју косовском. Нови Сад; Зрењанин: Филозофски факултет; Улазница.
- Ређеп, Јелка (1987). Легенда о краљу Звонимиру. Нови Сад: Матица српска.
- Ређеп, Јелка (1991). Гроф Ђорђе Бранковић и усмено предање. Нови Сад: Прометеј.
- Ређеп, Јелка (1992). Сибињанин Јанко: Легенде о рођењу и смрти. Нови Сад: Славија.
- Ређеп, Јелка (1994). „Увод”. Хроника Словена Илирика, Горње Мезије и Доње Мезије. Нови Сад: Прометеј. стр. 5—11.
- Ређеп, Јелка (1995). Косовска легенда (1. изд.). Нови Сад: Славија.
  - Ређеп, Јелка (2007) [1995]. Косовска легенда (2. изд.). Нови Сад: Прометеј.
- Ређеп, Јелка (1998). Убиство владара: Студије и огледи. Нови Сад: Прометеј.
- Ređep, Jelka (1999). „Imena Stefan i Uroš u dinastiji Nemanjića”. Folklor u Vojvodini. 10 (1998): 39—45.
- Ређеп, Јелка (2004). Генеза Хроника грофа Ђорђа Бранковића. Нови Сад: Прометеј.
- Бистру воду замутиле: свађа кћери кнеза Лазара, Београд 2006. COBISS.SR-ID - 127785996[мртва веза]
- Старе српске биографије, Нови Сад 2008. COBISS.SR-ID - 232408583[мртва веза]
- Катарина Кантакузина: грофица Цељска, Београд 2010. COBISS.SR-ID - 180361996[мртва веза]
- Гроф Ђорђе Бранковић о султану Сулејману Величанственом, Београд 2012. COBISS.SR-ID - 193511180[мртва веза]
- Грех и казна божија: судбине, битке и предања српског средњег века, Нови Сад 2013. COBISS.SR-ID - 281209863[мртва веза]

#### Приређена дела
- Бој на Косову, Нови Сад 1995. COBISS.SR-ID - 53291015[мртва веза]
- Народне песме о Косовском боју, Београд 1997. COBISS.SR-ID - 55682316[мртва веза]
- Ђорђе Бранковић, Хронике, Нови Сад 2004. COBISS.SR-ID - 197912839[мртва веза]
- Житије кнеза Лазара, Нови Сад 2010. COBISS.SR-ID - 243572231[мртва веза]

## Галерија
- Јелка Ређеп и Драшко Ређеп, у младости
- Јелка Ређеп и Драшко Ређеп, у старости